# Wind Mill
 (avril 2023).
Si vous disposez d'ouvrages ou d'articles de référence ou si vous connaissez des sites web de qualité traitant du thème abordé ici, merci de compléter l'article en donnant les références utiles à sa vérifiabilité et en les liant à la section « Notes et références ».
Wind Mill est un manga de Takashi Hashiguchi sorti en 1997.

## Synopsis
Hirosawa Taki a grandi avec une boule de bowling dans la main. Elle est très sportive et peut facilement accéder à une carrière professionnelle - jusqu'au jour où le destin lui fait connaître un sport qu'elle n'avait jamais approché : le baseball. Elle l'essaye et en tombe amoureuse. Et en plus, elle y est extraordinairement forte.